# Chevrolet Chevy Malibú
El Chevrolet Chevy Malibú fue un automóvil fabricado por General Motors de Argentina. Se trataba de un modelo que ofrecía Chevrolet Nova en la gama del Chevy. Su aparición en 1974 implicó la desaparición del Chevrolet 400, que venía declinando en ventas frente a la fortalecida competencia del Ford Falcon y el Renault Torino. Viendo el éxito que provocaba las ventas del Chevy, General Motors decidió relanzar la versión 4 puertas y así acaparar el Mercado de los coches grandes.

## Historia
En 1974, General Motors decide finalizar la fabricación del Chevrolet 400 terminando la producción con 93000 unidades. En su reemplazo se lanza el Chevy Malibú, un sedán 4 puertas que presentaba todas las comodidades de la Cupé Chevy. Venía equipada exteriormente con techo vinílico y llevaba entre otras cosas, el tablero de la Cupé. Mecánicamente venía equipado con el motor "250" de 150 hp y presentaba dos opciones de caja: La Chevromatic automática o la Saginaw, similar a la del Corvette, de 4 velocidades. Con este sedán se pensaba hacerle frente al Ford Falcon y al Dodge Polara entre otros. Fue un coche muy bien aceptado por la gente debido a los antecedentes que tenía la Chevy tanto en su versión cupé, como en su versión sedán anterior. Pero a merced de los bajos niveles de venta, y sin poder hacerle frente en las ventas a Ford, en 1978 General Motors se retira del Mercado Argentino y con ella toda la producción del Chevy. La cifra total de Chevys fabricados, llegó a las 65970 unidades en solo 9 años de producción.

## Motorizaciones
Chevy Malibú
- Motor "250" - 150 hp. - Caja Manual Saginaw de 4 velocidades

Chevy Malibú Automática
- Motor "250" - 150 hp. - Caja Automática Chevromatic